# A fattyú (film, 2023)
A fattyú (eredeti cím: Bastarden) 2023-ban bemutatott dán-német-svéd történelmi filmdráma. A forgatókönyvet Nikolaj Arcel (aki egyben a film rendezője is) és Anders Thomas Jensen írta Ida Jessen 2020-as Kaptajnen og Ann Barbara című regényéből. A főbb szerepekben Mads Mikkelsen, Amanda Collin és Simon Bennebjerg látható.
Dániában 2023. október 5-én mutatták be a mozikban, míg Magyarországon 2024. február 1-én jelent meg a Vertigo Média Kft. forgalmazásában.

## Rövid történet
Dánia, 1755. Ludvig Kahlen kapitány merész küldetésre indul, meg akar hódítani egy veszélyes dán lápvidéket. Célja, hogy gyarmatot alapítson a király nevében, cserébe egy királyi címért. Ám makacs ambíciója felkeltik a vidék kegyetlen urának figyelmét, aki mindent megtesz, hogy megölje őt.

## Szereplők
| Szerep               | Színész               | Magyar hang     |
| -------------------- | --------------------- | --------------- |
| Ludvig von Kahlen    | Mads Mikkelsen        | Kőszegi Ákos    |
| Ann Barbara          | Amanda Collin         | Szabó Emília    |
| Frederik De Schinkel | Simon Bennebjerg      | Előd Álmos      |
| Edel Helene          | Kristine Kujath Thorp | Gáspár Kata     |
| Anton Eklund         | Gustav Lindh          | Baráth István   |
| Balzer               | Felix Kramer          | Szatmári Attila |
| Bondo                | Thomas W. Gabrielsson | Máté Gábor      |
| Hector               | Magnus Krepper        | Haagen Imre     |
| Klein                | Martin Feifel         | Deme Gábor      |

## A film készítése
A forgatás németországi, svédországi és csehországi helyszíneken zajlott és 2022. szeptember 5-én kezdődött és ugyanezen év novemberének 5-én fejeződött be.

## Fogadtatás
A fattyú a Rotten Tomatoes kritika-gyűjtő weboldalon a 108 kritika 96%-a pozitív, tehát általánosan tetszett a film a kritikusoknak.

### Fontosabb díjak jelölések
| Díjátadó                          | Dátum                                  | Kategória                     | Jelölt          | Eredmény |
| --------------------------------- | -------------------------------------- | ----------------------------- | --------------- | -------- |
| Velencei Nemzetközi Filmfesztivál | 2023. augusztus 30 - 2023. szptember 9 | Arany Oroszlán díj            | A fattyú (film) | Jelölve  |
| Európai Filmdíj                   | 2023. december 9.                      | legjobb európai operatőr      | Rasmus Videbæk  | Elnyerte |
| Európai Filmdíj                   | 2023. december 9.                      | legjobb európai jelmeztervező | Kicki Ilander   | Elnyerte |
| Európai Filmdíj                   | 2023. december 9.                      | legjobb európai színész       | Mads Mikkelsen  | Elnyerte |

## Fordítás
- Ez a szócikk részben vagy egészben  a   The Promised Land (2023 film) című angol Wikipédia-szócikk fordításán alapul.  Az eredeti cikk szerkesztőit annak laptörténete sorolja fel. Ez a jelzés csupán a megfogalmazás eredetét és a szerzői jogokat jelzi, nem szolgál a cikkben szereplő információk forrásmegjelöléseként.